# NGC 5543
NGC 5543 (również PGC 51079) – galaktyka spiralna (S), znajdująca się w gwiazdozbiorze Wolarza. Odkrył ją Heinrich Louis d’Arrest 26 kwietnia 1865 roku. Jest to galaktyka z aktywnym jądrem typu LINER.